# Corrado Grazzini
Corrado Grazzini (Venezia, 8 dicembre 1883 – Firenze, 21 settembre 1971) è stato un esperantista italiano.

## Biografia
Impiegato di banca, Grazzini diventò esperantista nel 1907. Nel 1913 fondò la Nacia Societo por Esperanto inter Italaj Geinstruistoj, nel 1920 a Firenze l'associazione Nova Sento (Nuovo sentimento), lo stesso anno della Unione Esperantista Cattolica Italiana (Esperantista Unio inter Italaj Katolikoj). Ha ricoperto posizioni direttive in queste ed altre società esperantiste. Per molti anni è stato delegato dell'UEA a Firenze.
Grazzini condusse numerosi corsi, anche nelle scuole. Collaborò con vari giornali e fu direttore della rivista italiana Esperanto. Appartenne alla cattedra italiana di esperanto dal 1912 e nel 1925 ne divenne direttore generale, carica che tenne anche dopo la riorganizzazione, nei primi anni Cinquanta in Istituto Italiano di Esperanto. fino al 1963, quando ne fu nominato direttore generale onorario. 
Fu autore anche di vari libri di testo di esperanto, grammatiche e vocabolari. La sua biblioteca, donata alla Federazione esperantista italiana, costituisce il nucleo principale della "Itala Esperanto-Biblioteko" presso il Castello Malaspina di Massa.